# イーサ・タウン
イーサ・タウン（アラビア語: مدينة عيسى Madīnat ʿĪsā、英語: Isa Town）はバーレーンの都市。首都マナーマの南西の方角、リファーの北にあり、南部県に属する。2002年までは単独の地方自治体を形成していたが、中部県に編入され、その後2014年まで中部県に属していたが、中部県の解体に伴い、イーサ・タウンは南部県へと編入された。バーレーン情報庁の本部が置かれている。

## 名前の由来
1961年から1999年までバーレーンを統治していた、イーサー・ビン・サルマーン・アール・ハリーファ首長に因む。

## スポーツ施設
アル・ナジマ・クラブのホームであるハリーファ・スポーツ・シティー・スタジアム（イーサ・タウン・スタジアムとも）がある。

## 教育機関・施設
教育省（マナーマにもある）、バーレーン大学のキャンパスが置かれているほか、公共図書館がある。